# Mangora eberhardi
Mangora eberhardi là một loài nhện trong họ Araneidae.
Loài này thuộc chi Mangora. Mangora eberhardi được Herbert Walter Levi miêu tả năm 2007.